# 1121 (szám)
Az 1121 (római számmal: MCXXI) az 1120 és 1122 között található természetes szám.

## A szám a matematikában
A tízes számrendszerbeli 1121-es a kettes számrendszerben 10001100001, a nyolcas számrendszerben 2141, a tizenhatos számrendszerben 461 alakban írható fel.
Az 1121 páratlan szám, összetett szám, félprím. Kanonikus alakja 191 · 591, normálalakban az 1,121 · 103 szorzattal írható fel. Négy osztója van a természetes számok halmazán, ezek növekvő sorrendben: 1, 19, 59 és 1121.
Az 1121 harminchét szám valódiosztó-összegeként áll elő, ezek közül legkisebb a 2494.

## Csillagászat
- 1121 Natascha kisbolygó